# 神奈川県立大和東高等学校
神奈川県立大和東高等学校（かながわけんりつ やまとひがしこうとうがっこう）は、神奈川県大和市深見に所在する公立の高等学校。略称はやまひが又は東高（ひがしこう）。

## 設置学科
- 普通科（クリエイティブスクール）

## 沿革
- 1981年4月1日 - 創立。
- 2004年4月1日 - 神奈川県立瀬谷養護学校の分教室を設置。
- 2011年11月22日 - 開校30周年記念式典挙行。
- 2013年5月30日 - 陸上競技大会が悪天候のため中止。
- 2013年8月 - 夏休み中にエアコン設置。
- 2013年9月 - 全教室エアコン稼働開始。
- 2017年4月1日 - クリエイティブスクール、コミュニティ・スクール、学校防災教育モデル校及び問題行動等未然防止推進校に指定[1][2]。
- 2023年4月1日 - 制服のデザインを刷新[3]。

## 特色
- 年一回、地域住民や入学希望の中学生を招き公開授業や説明会を行っている（大和東オープンスクール）。ただし、2020年以降は、公開授業を行っていない。

- 学校の周りは、田畑などの緑に囲まれており、とてもほのぼのしている。
- 毎年12月頃には、校内に市内最大級のクリスマスツリーが飾られる[4]。

## 教育
教育基本法及び学校教育法の精神に則って次のような教育方針を定める。
【教育方針】
- 基礎学力の充実につとめ、個性・可能性の開発伸長をはかる
- 心身の健康増進につとめ、たくましい人間の育成をはかる
- 節度ある生活習慣の育成につとめ、責任を重んじる人間の育成をはかる

【教育目標】
- 学習状況に応じた学習活動による確かな学力の育成
- 生徒一人ひとりの抱える課題を踏まえた適切な支援
- キャリア教育による社会や他者と関わる力の育成

【育みたい生徒像】
- 自分で考え、責任ある選択と行動ができる生徒
- 自立した個人として必要な社会実践力のある生徒

- 2年次より文系・理系に分れる[6]。
- 学校独自の科目「RT-21」（2単位×3段階（うち2単位は、3年次自由選択科目））により主要5教科の学び直しを図るほか、毎朝10分間の朝読書により教科横断的な読解力を育む[7]。
- プールがないため必然的に水泳の授業もない。
- 陸上競技大会は、毎年通常大和スポーツセンターで行われる。

### 学校長
- 高橋信勝（？〜？）
- 稲本隆（？～2013年3月）
- 渡邉哲也（2013年4月～2016年3月）
- 熊野宏之（2016年4月〜？）
- 八柳誠一郎（2022年4月〜）

## 設備
- 教室棟
  - 第1学年 - 第3学年教室ほか、正面玄関、自動販売機、売店、保健室、コンピューター教室、図書室、美術室など
  - 1階には神奈川県立瀬谷養護学校の分教室が設置されている。
- 管理棟
  - 職員室、視聴覚教室、音楽室など
- 特別教室棟
  - 生物室、生徒会室、養護学校職員室など
- 体育館棟
  - 体育館、武道場、トレーニングルーム、体育教官室など
- 中庭
- 駐輪場
- グランド
- テニスコート

プールはない。

### 特徴
- 教室棟は中庭を囲むようにできており（3F、4Fを除く）、一回りして戻って来られる。
- 自動販売機は、パンと飲み物を売っている。自動販売機設置数は、パンが1台、飲み物が5台である。
- 自動販売機の場所には、1F～4F（屋上までつながっていると思われるが閉鎖されている。）まで「螺旋階段」がつながっている。
- 売店では、お弁当やパンなどが販売されている。

## 課外活動

### 部活動
- 体育系：野球部、男子サッカー部、バドミントン部、バスケットボール部、陸上競技部、剣道部、硬式テニス部、軟式テニス部、ダンス部、卓球部
- 文化系：美術部、イラスト部、ポピュラーソング部、吹奏楽部、茶道部、パソコン部、放送部、ハンドメイキング部、箏曲部、かるた部、書道部、星空部、合唱部
- 同好会：パソコン同好会、女子サッカー同好会

### 委員会
- 専門委員会：美化委員会、保健委員会、図書委員会、福祉委員会、体育委員会、選挙管理委員会、HR委員会、進路委員会、防災委員会
- 特別委員会：東翼祭実行委員会、体育祭実行委員会、スポーツ大会実行委員会

## 行事
※2012年12月4日現在、詳しくは、神奈川県立大和東高等学校HPを御覧ください。
- 4月
  - 始業式
  - 入学式
  - 対面式
  - 部活動紹介
  - 県下一斉テスト
  - 健康診断
  - 身体計測
  - 進路適性検査
- 5月
  - 中間テスト
  - 遠足
  - 新体力テスト
  - 生徒総会
  - 防災訓練
  - 進路説明会
  - 陸上競技大会 (体育祭のかわり)
- 6月
  - 教育課程説明会
  - 保護者面談
  - 教育実習
  - 進路説明会
  - 進路別ガイダンス
- 7月
  - 期末テスト
  - スポーツ大会
  - 会社学校見学指導
  - 就職模擬面談
  - 終業式
  - 夏季補習
  - 学校説明会
- 8月
  - 部活動合宿
  - 夏季補習
  - 会社・学校見学
- 9月
  - 始業式
  - 宿題テスト
  - 東翼祭 (文化祭)
  - 進路別説明会
- 10月
  - 開校記念日
  - 中間テスト
  - 2年生修学旅行
  - 3年生模擬面接
  - 防災訓練
- 11月
  - オープンスクール
  - 生徒会役員選挙
- 12月
  - 期末テスト
  - スポーツ大会
  - 大学一般受験説明会
  - 終業式
- 1月
  - 始業式
  - 宿題テスト
  - 3年生学年末テスト (卒業テスト)
- 2月
  - 就職相談
  - 入学者選抜
  - 分野別進路説明会
- 3月
  - 卒業式
  - 学年末テスト
  - スポーツ大会
  - 合格者説明会
  - 修了式

## 著名な出身者

### 卒業生
- 高野遼（サッカー選手)

## 交通
- 小田急江ノ島線・相鉄本線 大和駅より徒歩20分
- 神奈川中央交通間10系統 「深見」下車徒歩10分
- やまとんGO深見地域ルート「大和東高校」下車徒歩1分